# Хоружева, Анна Яковлевна
Анна Яковлевна Хоружева (1919, Каракульское, Троицкий уезд — неизвестно) — советская доярка. Герой Социалистического Труда (1950).

## Биография
Родилась в 1919 году в селе Каракульское Троицкого уезда Оренбургской губернии (ныне — Октябрьского района Челябинской области) в семье крестьянина.
Начала работать в 1936 году. С 1941 года работала дояркой опытного хозяйства Киргизского научно-исследовательского института животноводства, располагавшегося в окрестностях города Фрунзе (сейчас Бишкек в Кыргызстане).
Добивалась высоких надоев благодаря тщательному уходу за стадом и применению современных методов. В 1949 году получила по 6544,9 кг молока с содержанием молочного жира 238 кг в среднем от каждой коровы за год.
16 октября 1950 года Указом Президиума Верховного Совета СССР за достижение высоких показателей в животноводстве в 1949 году получила звание Героя Социалистического Труда с вручением ордена Ленина и золотой медали «Серп и Молот».
До выхода на пенсию продолжала работать в том же опытном хозяйстве.
С 1970 года была персональным пенсионером союзного значения.
Жила во Фрунзе.
Дата смерти неизвестна.
Награждена медалями.